# 500 kilomètres de Zhuhai FIA GT 1999
Navigation
Édition suivante
Les 500 kilomètres de Zhuhai 1999 FIA GT, disputées le 26 novembre 1999 sur le circuit de Zhuhai, sont la dixième et dernière manche du championnat FIA GT 1999.

## Course

### Classement de la course
Classement à l'issue de la course (vainqueurs de catégorie en gras), :
| Pos.   | Catégorie | N° | Écurie                     | Pilotes                                              | Châssis                   | Pneus | Tours |
| Pos.   | Catégorie | N° | Écurie                     | Pilotes                                              | Moteur                    | Pneus | Tours |
| ------ | --------- | -- | -------------------------- | ---------------------------------------------------- | ------------------------- | ----- | ----- |
| 1      | GT        | 1  | Viper Team Oreca           | Olivier Beretta Karl Wendlinger                      | Chrysler Viper GTS-R      | M     | 105   |
| 1      | GT        | 1  | Viper Team Oreca           | Olivier Beretta Karl Wendlinger                      | Chrysler 8.0L V10         | M     | 105   |
| 2      | GT        | 19 | Chamberlain Motorsport     | Christian Vann Christian Gläsel                      | Chrysler Viper GTS-R      | M     | 105   |
| 2      | GT        | 19 | Chamberlain Motorsport     | Christian Vann Christian Gläsel                      | Chrysler 8.0L V10         | M     | 105   |
| 3      | GT        | 21 | Paul Belmondo Racing       | Paul Belmondo Dominique Dupuy                        | Chrysler Viper GTS-R      | D     | 104   |
| 3      | GT        | 21 | Paul Belmondo Racing       | Paul Belmondo Dominique Dupuy                        | Chrysler 8.0L V10         | D     | 104   |
| 4      | GT        | 15 | Freisinger Motorsport      | Bob Wollek Wolfgang Kaufmann                         | Porsche 911 GT2           | D     | 103   |
| 4      | GT        | 15 | Freisinger Motorsport      | Bob Wollek Wolfgang Kaufmann                         | Porsche 3.6L Turbo Flat-6 | D     | 103   |
| 5      | GT        | 2  | Viper Team Oreca           | Jean-Philippe Belloc Vincent Vosse                   | Chrysler Viper GTS-R      | M     | 103   |
| 5      | GT        | 2  | Viper Team Oreca           | Jean-Philippe Belloc Vincent Vosse                   | Chrysler 8.0L V10         | M     | 103   |
| 6      | GT        | 16 | Freisinger Motorsport      | Manfred Jurasz Yukihiro Hane                         | Porsche 911 GT2           | D     | 101   |
| 6      | GT        | 16 | Freisinger Motorsport      | Manfred Jurasz Yukihiro Hane                         | Porsche 3.6L Turbo Flat-6 | D     | 101   |
| 7      | GT        | 9  | Elf Haberthur Racing       | Mauro Casadei Andrea Garbagnati                      | Porsche 911 GT2           | D     | 101   |
| 7      | GT        | 9  | Elf Haberthur Racing       | Mauro Casadei Andrea Garbagnati                      | Porsche 3.6L Turbo Flat-6 | D     | 101   |
| 8      | GT        | 69 | Proton Competition         | Gerold Ried Christian Ried                           | Porsche 911 GT2           | Y     | 100   |
| 8      | GT        | 69 | Proton Competition         | Gerold Ried Christian Ried                           | Porsche 3.6L Turbo Flat-6 | Y     | 100   |
| 9      | GT        | 3  | Roock Racing               | Adam Topping Robert Schirle Ugo Colombo              | Porsche 911 GT2           | Y     | 97    |
| 9      | GT        | 3  | Roock Racing               | Adam Topping Robert Schirle Ugo Colombo              | Porsche 3.6L Turbo Flat-6 | Y     | 97    |
| 10     | N-GT      | 72 | Eschmann Roock Racing      | Michael Eschmann Paul Hulverschied Patrick Spadacini | Porsche 911 GT3 Cup       | ?     | 96    |
| 10     | N-GT      | 72 | Eschmann Roock Racing      | Michael Eschmann Paul Hulverschied Patrick Spadacini | Porsche 3.6L Flat-6       | ?     | 96    |
| 11     | N-GT      | 62 | Wieth Racing               | Niko Wieth Franz Wieth                               | Porsche 911 GT2           | ?     | 96    |
| 11     | N-GT      | 62 | Wieth Racing               | Niko Wieth Franz Wieth                               | Porsche 3.6L Turbo Flat-6 | ?     | 96    |
| 12     | GT        | 18 | Chamberlain Motorsport     | Michel Ligonnet Hans Hugenholtz Ni Amorim            | Chrysler Viper GTS-R      | M     | 92    |
| 12     | GT        | 18 | Chamberlain Motorsport     | Michel Ligonnet Hans Hugenholtz Ni Amorim            | Chrysler 8.0L V10         | M     | 92    |
| 13     | N-GT      | 63 | Jörg Otto Racing           | Jörg Otto Arthur Erkes                               | Porsche 964 Carrera RS    | ?     | 91    |
| 13     | N-GT      | 63 | Jörg Otto Racing           | Jörg Otto Arthur Erkes                               | Porsche 3.8L Flat-6       | ?     | 91    |
| 14     | N-GT      | 74 | Riverside                  | Philippe Charriol Stéphane Lang-Willar               | Lamborghini Diablo SV-R   | P     | 90    |
| 14     | N-GT      | 74 | Riverside                  | Philippe Charriol Stéphane Lang-Willar               | Lamborghini 6.0L V12      | P     | 90    |
| 15     | N-GT      | 64 | Albert Porsche Team        | Martin Eckert Thomas Zinnow                          | Porsche 964 Carrera RS    | ?     | 89    |
| 15     | N-GT      | 64 | Albert Porsche Team        | Martin Eckert Thomas Zinnow                          | Porsche 3.8L Flat-6       | ?     | 89    |
| 16     | N-GT      | 73 | Rössler Rennsport          | Wido Rössler Helmut Reis                             | Lamborghini Diablo SV-R   | ?     | 88    |
| 16     | N-GT      | 73 | Rössler Rennsport          | Wido Rössler Helmut Reis                             | Lamborghini 6.0L V12      | ?     | 88    |
| 17     | N-GT      | 60 | Michel Laville Compétition | Michel Laville Olivier Leclére Jacky Fabi            | Venturi 400 Trophy        | ?     | 87    |
| 17     | N-GT      | 60 | Michel Laville Compétition | Michel Laville Olivier Leclére Jacky Fabi            | Peugeot PRV 3.0L Turbo V6 | ?     | 87    |
| 18     | N-GT      | 76 | David Smadja               | David Smadja Eric Graham                             | Lamborghini Diablo SV-R   | ?     | 79    |
| 18     | N-GT      | 76 | David Smadja               | David Smadja Eric Graham                             | Lamborghini 6.0L V12      | ?     | 79    |
| 19 NC  | GT        | 7  | Konrad Motorsport          | Peter Worm Batti Pregliasco                          | Porsche 911 GT2           | D     | 56    |
| 19 NC  | GT        | 7  | Konrad Motorsport          | Peter Worm Batti Pregliasco                          | Porsche 3.6L Turbo Flat-6 | D     | 56    |
| 20 NC  | N-GT      | 75 | Riverside                  | Georges Cabanne Michael Choi Koon Ming               | Lamborghini Diablo SV-R   | P     | 46    |
| 20 NC  | N-GT      | 75 | Riverside                  | Georges Cabanne Michael Choi Koon Ming               | Lamborghini 6.0L V12      | P     | 46    |
| 21 DNF | GT        | 6  | Konrad Motorsport          | Franz Konrad Sascha Maassen                          | Porsche 911 GT2           | D     | 47    |
| 21 DNF | GT        | 6  | Konrad Motorsport          | Franz Konrad Sascha Maassen                          | Porsche 3.6L Turbo Flat-6 | D     | 47    |
| 22 DNF | N-GT      | 66 | Zentrum Rhein Oberberg     | Ralf Krauss George Muller Jürgen Alzen               | Porsche 911 Carrera RSR   | ?     | 40    |
| 22 DNF | N-GT      | 66 | Zentrum Rhein Oberberg     | Ralf Krauss George Muller Jürgen Alzen               | Porsche 3.8L Flat-6       | ?     | 40    |
| 23 DNF | N-GT      | 70 | Gammon Repsol Megaspeed    | Samson Chan Alex Li Andrew Lo                        | Porsche 911 GT2           | ?     | 23    |
| 23 DNF | N-GT      | 70 | Gammon Repsol Megaspeed    | Samson Chan Alex Li Andrew Lo                        | Porsche 3.6L Turbo Flat-6 | ?     | 23    |
| 24 DNF | GT        | 8  | Elf Haberthur Racing       | Rino Mastronardi Patrick Vuillaume Jacques Corbet    | Porsche 911 GT2           | D     | 22    |
| 24 DNF | GT        | 8  | Elf Haberthur Racing       | Rino Mastronardi Patrick Vuillaume Jacques Corbet    | Porsche 3.6L Turbo Flat-6 | D     | 22    |
| 25 DNF | N-GT      | 65 | Jürgen Albert              | Jürgen Albert Wolfgang Walter Werner Prinz           | Porsche 911 Carrera RSR   | ?     | 22    |
| 25 DNF | N-GT      | 65 | Jürgen Albert              | Jürgen Albert Wolfgang Walter Werner Prinz           | Porsche 3.8L Flat-6       | ?     | 22    |
| 26 DNF | N-GT      | 71 | FRD MW Racing Porsche      | David Louie Stephen Chau Chin Min Ma                 | Porsche 911 GT3 Cup       | ?     | 2     |
| 26 DNF | N-GT      | 71 | FRD MW Racing Porsche      | David Louie Stephen Chau Chin Min Ma                 | Porsche 3.6L Flat-6       | ?     | 2     |
| DNS    | N-GT      | 61 | Cirtek Motorsport          | Jürgen Lorenz Ugo Colombo                            | Porsche 911 Carrera RSR   | ?     | –     |
| DNS    | N-GT      | 61 | Cirtek Motorsport          | Jürgen Lorenz Ugo Colombo                            | Porsche 3.8L Flat-6       | ?     | –     |